# Gynaephila
Gynaephila — рід совкових з підродини совок-п'ядунів який зустрічається в Азії, Сибіру та на Далекому Сході.

## Систематика
У складі роду:
- Gynaephila icterica Fletcher, 1961
- Gynaephila maculifera Staudinger, 1892
- Gynaephila melanomma Hampson, 1902
- Gynaephila nigripalpis Hampson, 1916
- Gynaephila xanthopis Hampson, 1961